# Hylophorbus
Hylophorbus – rodzaj płazów bezogonowych z podrodziny Asterophryinae w rodzinie wąskopyskowatych (Microhylidae).

## Zasięg występowania
Rodzaj obejmuje gatunki występujące endemicznie na Nowej Gwinei.

## Systematyka

### Etymologia
- Hylophorbus: gr. ὑλη hulē „teren lesisty, las”[5]; φορβη phorbē „jedzenie”, od φερβω pherbō „jeść”[6].
- Metopostira: gr. μετωπιον metōpion „czoło”, od μετα meta „pomiędzy”[7]; στειρα steira „kil”[8]. Gatunek typowy: Metopostira ocellata Méhely, 1901.

### Podział systematyczny
Do rodzaju należą następujące gatunki:
- Hylophorbus atrifasciatus Kraus, 2013
- Hylophorbus infulatus (Zweifel, 1972)
- Hylophorbus lengguru Ferreira, Kraus, Richards, Oliver, Günther, Trilaksono, Arida, Hamidy, Riyanto, Tjaturadi, Thébaud, Gaucher & Fouquet, 2023
- Hylophorbus maculatus Ferreira, Kraus, Richards, Oliver, Günther, Trilaksono, Arida, Hamidy, Riyanto, Tjaturadi, Thébaud, Gaucher & Fouquet, 2023
- Hylophorbus monophonus Ferreira, Kraus, Richards, Oliver, Günther, Trilaksono, Arida, Hamidy, Riyanto, Tjaturadi, Thébaud, Gaucher & Fouquet, 2023
- Hylophorbus nigrinus Günther, 2001
- Hylophorbus picoides Günther, 2001
- Hylophorbus proekes Kraus & Allison, 2009
- Hylophorbus rainerguentheri Richards & Oliver, 2007
- Hylophorbus richardsi Günther, 2001
- Hylophorbus rufescens Macleay, 1878
- Hylophorbus sextus Günther, 2001
- Hylophorbus sigridae Günther, Richards & Dahl, 2014
- Hylophorbus tetraphonus Günther, 2001
- Hylophorbus wondiwoi Günther, 2001